# Antonio Allocchio
Antonio Allocchio (* 20. September 1888 in Paitone; † 18. Juli 1956 in Brescia) war ein italienischer Degenfechter.

## Karriere
Antonio Allocchio nahm an den Olympischen Spielen 1920 in Antwerpen teil und erreichte in der Mannschaftskonkurrenz mit der italienischen Equipe den ersten Platz. Zusammen mit Abelardo Olivier, Tullio Bozza, Dino Urbani, Giovanni Canova, Tommaso Costantino, Andrea Marrazzi, Aldo Nadi, Nedo Nadi und Paolo Thaon di Revel wurde Allocchio damit Olympiasieger.